# Curtafond
Curtafond är en kommun i departementet Ain i regionen Auvergne-Rhône-Alpes i östra Frankrike. Kommunen ligger  i kantonen Montrevel-en-Bresse som ligger i arrondissementet Bourg-en-Bresse. Kommunens areal är 12,41 km². År 2022 hade Curtafond 805 invånare.

## Befolkningsutveckling
Antalet invånare i kommunen Curtafond
Referens: INSEE